# Богородицкий, Николай Петрович
Никола́й Петро́вич Богоро́дицкий (1902—1967) — советский физик-электротехник, известный специалист в области электротехнических материалов. Профессор, доктор технических наук, основатель кафедры электротехнических материалов ЛЭТИ имени В. И. Ульянова (Ленина) (в настоящее время кафедра микро- и наноэлектроники). Ректор (1954—1967) ЛЭТИ. Один из основателей производства и применения в СССР радиокерамики и высокочастотных диэлектрических материалов. Лауреат трёх Сталинских премий третьей степени (1942, 1952 — дважды).

## Обзор жизни и творчества

### Происхождение и юность (1902—1927)
Н. П. Богородицкий родился 7 (20) мая 1902 года в Ташкенте, в семье крупного православного священника, настоятеля Иосифо-Георгиевского собора. Учился в Ташкентском кадетском корпусе, а после смерти отца (1918), во 2-й Скопинской единой трудовой школе. В 1920 году поступил в Туркестанский государственный университет (Ташкент), а в 1922 году переехал в Петроград и учился в Политехническом институте, на электро-механическом факультете. В студенческие годы работал в Ленинградском электрофизическом институте и участвовал в семинарах академика А. Ф. Иоффе, профессора А. Ф. Вальтера и профессора М. М. Михайлова, где получил дополнительные знания в области физики твердого тела. Это позволило ему сразу после получения диплома (1927) начать исследования устойчивых к влажности электроизоляционных материалов с высокой электрической и механической прочностями при высоких температурах.

### Исследования диэлектриков
Наряду с исследованиями изоляции для устройств промышленной частоты Богородицкий занялся исследованиями диэлектриков с малыми диэлектрическими потерями на высоких частотах для проводной и беспроводной связи. Эта работа привела к созданию новых типов высокочастотной керамики и электротехнических стекол. Работа выполнялась в Ленинградском электрофизическом институте, а её результаты внедрялись на Радиозаводе имени Коминтерна, в Центральной радиолаборатории и других организациях.
В начале 1930-х Богородицкий начал преподавать в Военной академии связи имени С. М. Буденного, а с 1937 года — в ЛЭТИ. Результаты исследования электрофизических свойств диэлектриков были опубликованы в монографии «Высокочастотные диэлектрики», по которой он защитил кандидатскую диссертацию (1935).
На кафедре высоковольтного аппаратуростроения ЛЭТИ Богородицкий организовал (1935—1940) первую учебную лабораторию электроизолирующих материалов. Здесь, кроме учебных занятий, велись НИР по измерению диэлектрических потерь в керамике и других радиоэлектроизоляционных материалах.
В 1940 году защитил докторскую. В это же время в ЛЭТИ, на кафедре профессора А. А. Смурова он создал первую лабораторию по измерению диэлектрических потерь в керамике и других изоляционных материалах.
В 1933—1942 годах Богородицким разработаны ныне хорошо известные изоляционные материалы: тиконды, микалекс, ВЧ-стекло, радиофарфор, ультрафарфор.
В начале Великой Отечественной войны Н. П. Богородицкий вместе с оборонным заводом был эвакуирован в Красноярск, где разрабатывал различные типы керамических конденсаторов с малыми диэлектрическими потерями в области радиочастот и налаживал их серийный выпуск.

### Работа в ЛЭТИ. Кафедра диэлектриков и полупроводников
В конце 1945 года Богородицкий возвращается в Ленинград, где продолжает работу в промышленности и возглавляет кафедру высоких напряжений в ЛЭТИ, развивая высокочастотную тематику, возглавляет кафедру техники высоких напряжений. В 1946 году Богородицкий создает кафедру диэлектриков и полупроводников (в настоящее время кафедра микро- и наноэлектроники). Под руководством Богородицкого ведутся исследования по созданию эталонных измерительных конденсаторов, изоляторов автосвечей, опорных мачтовых изоляторов, стеклянных изоляторов и других электротехнических изделий.

Ректор ЛЭТИ проф. Богородицкий Николай Петрович отвечает на вопросы из зала

С момента организации кафедры начинаются исследования полупроводников, в частности электрофизических свойств нового полупроводникового материала карбида кремния и созданию различных приборов на основе карбидокремниевой керамики, таких, как нелинейные полупроводниковые сопротивления, волноводные поглотители, игнитронные поджигатели и другие.
В 1950 году Н. П. Богородицкий вместе с В. В. Пасынковым и Б. М. Тареевым заканчивает подготовку первого в этой области учебника «Электротехнические материалы», выдержавшего 7 отечественных и 9 зарубежных изданий на русском, английском, китайском, испанском и других языках. За эту работу он был удостоен второй Сталинской премии.
В это же время под руководством Николая Петровича в НИИ «Гириконд» были выполнены исследования высокочастотной нелинейной керамики на основе титаната бария, а также сверхвысокочастотной керамики — ультрафарфора. На базе исследований, выполненных в НИИ «Гириконд», Н. П. Богородицкий публикует монографии «Высокочастотные неорганические материалы» (1948) и «Электрофизические основы высокочастотной керамики» (1958). Он также возглавляет коллектив авторов, подготовивших фундаментальный труд «Радиокерамика» (1963), в котором были отражены последние достижения отечественной науки и промышленности. Уже после его кончины (1967) вышла в свет монография «Высоковольтные керамические конденсаторы».
В 1954—1967 годах Н. П. Богородицкий был ректором ЛЭТИ. Этот период совпал с периодом бурного развития электроники, вычислительной техники, информатики. В связи с этим получила мощный импульс развития твердотельная электроника, которая требовала подготовки высококвалифицированных специалистов. По инициативе Богородицкого в вузах страны началась подготовка инженеров по специальности «Диэлектрики и полупроводники», а с 1961 года — и по специальности «Полупроводниковые приборы». Как ректор ЛЭТИ содействовал расширению или началу подготовки инженеров в области информатики, биомедицинской электроники и в др других областях. При Богородицком была существенно укреплена материально-техническая база института (завершено строительство 3-го и начато строительство 5-го корпусов), ЛЭТИ получил четвёртый, шестой и седьмой корпуса.
Н. П. Богородицкий возглавлял методическую комиссию по специальностям полупроводниковой и изоляционной техники МВиССО РСФСР со дня её создания, а также профильные секции в научно-технических советах АН СССР и Научно-техническом обществе им. А. С. Попова, был членом секции Комитета по Ленинским премиям в области науки и техники. Подписал (1967) приказ о воссоздании Мемориальной квартиры-музея А. С. Попова.
Умер 19 июня 1967 года. Похоронен в посёлке Петро-Славянка, (Ленинградская область).

## Оценки
По словам Ю. М. Таирова (газета «Электрик», октябрь 2010, рубрика «Об учителях») Богородицкий был «образцом для подражания во всём. Современники запомнили его элегантным, стройным, подтянутым. Говорил на нескольких иностранных языках, увлекался живописью, классической музыкой, часто бывал в филармонии. Иногда он предварял лекции своими впечатлениями о посещении очередной художественной выставки. Николай Петрович старался привить своим студентам тягу к прекрасному, передать искреннее восхищение нашим удивительным городом и многообразием культурной жизни, которая в нём происходит. Словом, он был человеком комильфо. Человеком благородным».

## Награды и премии
- Сталинская премия III степени (10 апреля 1942) — за изобретение нового изоляционного материала для радиотехники «Ультрафарфор»
- Сталинская премия III степени (1952) — за учебник «Электротехнические материалы» (1951)
- Сталинская премия III степени (1952) — за разработку и организацию массового производства деталей для радиоаппаратуры
- заслуженный деятель науки и техники РСФСР (1962)
- орден Ленина
- орден Трудового Красного Знамени
- орден «Знак Почёта»
- медали

## Памятники
На административно-учебном-лабораторном корпусе ЛЭТИ (Инструментальная улица, 2) установлена мемориальная доска.

## Основные труды
- Богородицкий Н. П. Высокочастотные диэлектрики. М.: Энергия, 1938
- Богородицкий Н. П. Высокочастотные неорганические материалы. М.: Энергия, 1948
- Богородицкий Н. П. Электрофизические основы высокочастотной керамики. М.: Энергия, 1958
- Богородицкий Н. П. и др. Радиокерамика. М.: Энергия, 1963
- Богородицкий Н. П., Волокобинский Ю. М., Воробьев А. А., Тареев Б. М. Теория диэлектриков. — М.Л.: Энергия, 1965. — 344 с. — 10 000 экз.
- Богородицкий Н. П. Высоковольтные керамические материалы. М.: Энергия, 1967
- Богородицкий Н. П. и др. Электротехнические материалы. М.: Энергоатомиздат, 1986